# Cassa di Risparmio della Marca Trivigiana
La Cassa di Risparmio della Marca Trivigiana, più brevemente Cassamarca, era un istituto bancario con sede a Treviso.

## Storia
Fu istituita su iniziativa del Monte di Pietà nel 1913, continuando la prima cassa di risparmio della città, aperta nel 1822. Tra il 1915 e il 1960 la sede fu nell'ex Loggia della Guardia, in Piazza dei Signori.
Con Regio Decreto 21 giugno 1928 n. 1692, si era unita consensualmente con la Cassa di Risparmio di Castelfranco Veneto aperta il 12 febbraio 1822 in base al Manifesto Istitutivo del 30 gennaio precedente.
Nel 1938 assorbiva la Banca Popolare di Asolo e nel 1942 incorporava lo stesso Monte di Pietà, antica istituzione fondata nel 1496.
Nel 1998 è entrata a far parte del gruppo UniCredit. Al suo posto è sorta dal 1992, grazie all'iniziativa legislativa di Giuliano Amato e Carlo Azeglio Ciampi,  la Fondazione Cassamarca, ente non profit dedito al sostegno di attività sociali, scientifiche, culturali e ambientali. La Fondazione ha chiuso il 2016 con una perdita di 6,4 milioni, diventati 53,3 a fine 2017. A questa cifra si aggiunge un pregresso di 150 milioni. Dopo ventisei anni di presidenza, nel 2018 a Dino De Poli è successo Luigi Garofalo.

## Presidenti

### Cassa di Risparmio della Marca Trivigiana
- Gino Caccianiga (1913-1929)
- Jacopo Gasparini (1929-1934)
- Giuseppe Ildebrando Bonaventura (1934-1945)
- Carlo Fassetta (1945)
- Ernesto Cason (1945-1957)
- Giorgio Serena (1957-1965)
- Luigi Chiereghin (1966-1981)
- Bruno Marton (1981-1987)
- Dino De Poli (1987-2000)
- Antonio Romano (2000-2002)
- Pietro Pignata (2002)

### Fondazione Cassamarca
- Dino De Poli (1992-2018)
- Luigi Garofalo (2018-in carica)

## Collaborazioni
Dal 2000 al 2003 la Fondazione CassaMarca ha appoggiato finanziariamente le prime mostre in area trevigiana di Linea d'Ombra.